# Selvarasa Pathmanathan
Selvarasa Pathmanathan (* 6. April 1955 in Kankesanthurai, Ceylon; eigentlich Shanmugam Kumaran Tharmalingam) ist der derzeitige Anführer der sri-lankischen Separatistenorganisation Liberation Tigers of Tamil Eelam (LTTE). Sein Vorgänger war der im Mai 2009 im Bürgerkrieg getötete Velupillai Prabhakaran. Pathmanathan hatte das Land bereits Anfang der 1980er-Jahre verlassen und fungierte im Exil als Finanzchef und Waffenhändler der LTTE. Am 5. August 2009 wurde er unter ungeklärten Umständen in einem südasiatischen Land festgenommen und nach Sri Lanka verbracht, wo er bis 2012 im Gefängnis saß.